# Nagyszokoly
Nagyszokoly è un comune dell'Ungheria centro-meridionale di 984 abitanti (dati 2001). È situato nella contea di Tolna.